# 9246 Niemeyer
9246 Niemeyer eller 1998 HB149 är en asteroid i huvudbältet som upptäcktes den 25 april 1998 av den belgiske astronomen Eric W. Elst vid La Silla-observatoriet. Den är uppkallad efter arkitekten Oscar Niemeyer.
Asteroiden har en diameter på ungefär 4 kilometer.